# Copa d'Europa d'hoquei sobre patins femenina 2006-2007
El Campionat Europeu Femení d'hoquei sobre patins 2007 fou la primera edició de la Copa d'Europa. Se celebrà des del 24 fins al 27 de maig de 2007 al Pavelló municipal de Sant Hipòlit de Voltregà. Hi participaren catorze clubs de les principals lligues europees, destacant la participació de tres equips de l'OK Lliga, el Club Patí Voltregà, campió d'Espanya i de la Copa de la Reina, el Biesca Gijón HC i el Centre d'Esports Arenys de Munt.
El torneig es disputà en dues fases, la primera, en format de lliga regular, i la segona, en format d'eliminació directa, amb semifinals i final. A la primera fase, els equips participants s'agruparen en quatre grups i el primer classificat de cadascun dels grups disputà les semifinals. La resta d'equips disputà el cinquè i catorzè lloc. La competició fou presentada en roda de premsa el 14 de maig amb la presència de Ramon Vilaró, president del CP Voltregà, Ramon Trabal, batlle de Sant Hipòlit de Voltregà, i Mònica Piosa, jugadora del CP Voltregà.

## Clubs participants
- CE Arenys de Munt
- CSP Alfena
- RH Gleizé Beaujolais
- Biesca Gijón HC
- Hockey Breganze
- Bury St. Edmunds RHC
- US Coutras RH
- RSC Cronenberg
- TUS Düsselford-Nord
- CRESH Eboli
- SK Germania Herringen
- HC Mealhada
- CS Nosiy Le Grand
- Calzedonia Voltregà

## Fase Regular

### Grup A
| 24 de maig de 2007 | Calzedonia Voltregà                                            | 6-0 | US Coutras RH | Sant Hipòlit de Voltregà |  |
| 9:00 CET           | Romero 11', 14' · Guerrero 24' · Giudicci 27', 37' · Piosa 31' |     |               | Pavelló municipal        |  |

| 24 de maig de 2007 | HC Mealhada        | 2-3 | RSC Cronenberg | Sant Hipòlit de Voltregà |  |
| 11:30 CET          | Couceiro · Tavares |     | Geismann (3)   | Pavelló municipal        |  |

| 24 de maig de 2007 | US Coutras RH         | 2-2 | HC Mealhada | Sant Hipòlit de Voltregà |  |
| 18:45 CET          | Ducourtioux · Drohuet |     | Tavares (2) | Pavelló municipal        |  |

| 24 de maig de 2007 | RSC Cronenberg | 1-11 | Calzedonia Voltregà                                                                                      | Sant Hipòlit de Voltregà |  |
| 18:45 CET          | Gleismann 5'   |      | Piosa 5', 11', 27' · Giudicci 13', 19' · Ferrón 15', 29' · Guerrero 18' · Romero 19', 29' · Castells 39' | Pavelló municipal        |  |

| 25 de maig de 2007 | US Coutras RH              | 6-2 | RSC Cronenberg     | Sant Hipòlit de Voltregà |  |
| 12:45 CET          | Leborgne (2) · Drouhet (4) |     | Schmitz · Geismann | Pavelló municipal        |  |

| 25 de maig de 2007 | Calzedonia Voltregà   | 2-0     | HC Mealhada | Sant Hipòlit de Voltregà |  |
| 21:15 CET          | Romero 9' · Piosa 15' | Notícia |             | Pavelló municipal        |  |

| Pos | Equip               | PJ | PG | PE | PP | GF | GC | DG  | Pts |                                |  | VOL | COU | CRO  | MEA |
| --- | ------------------- | -- | -- | -- | -- | -- | -- | --- | --- | ------------------------------ |  | --- | --- | ---- | --- |
| 1   | Calzedonia Voltregà | 3  | 3  | 0  | 0  | 19 | 1  | +18 | 9   | Classificat per la fase final  |  | —   | 6–0 | 11–1 | 2–0 |
| 2   | US Coutras RH       | 3  | 1  | 1  | 1  | 8  | 10 | −2  | 4   | Classificat pel 5è i 8è lloc   |  |     | —   | 6–2  | 2–2 |
| 3   | RSC Cronenberg      | 3  | 1  | 0  | 2  | 6  | 19 | −13 | 3   | Classificats pel 9è i 14è lloc |  |     |     | —    | 3–2 |
| 4   | HC Mealhada         | 3  | 0  | 1  | 2  | 4  | 7  | −3  | 1   | Classificats pel 9è i 14è lloc |  |     |     |      | —   |

### Grup B
| Pos | Equip             | PJ | PG | PE | PP | GF | GC | DG  | Pts | Classificació                 |  | GIJ | NOI | BRE  |
| --- | ----------------- | -- | -- | -- | -- | -- | -- | --- | --- | ----------------------------- |  | --- | --- | ---- |
| 1   | Biescas Gijón HC  | 2  | 2  | 0  | 0  | 11 | 3  | +8  | 6   | Classificat per la fase final |  | —   | 3–2 | 8–1  |
| 2   | CS Noisy le Grand | 2  | 1  | 0  | 1  | 16 | 5  | +11 | 3   | Classificat pel 5è i 8è lloc  |  |     | —   | 14–2 |
| 3   | Hockey Breganze   | 2  | 0  | 0  | 2  | 3  | 22 | −19 | 0   | Classificat pel 9è i 14è lloc |  |     |     | —    |

| 24 de maig de 2007 22:00        |     |                       |  |
| CP Gijón Solimar                | 3-2 | CS Noisy Le Grand     |  |
| Lee (1) Soler (1) B. García (1) |     | Daribo (1) Malard (1) |  |

| 25 de maig de 2007 11:30 |     |                                                              |  |
| Breganze                 | 1-8 | CP Gijón Solimar                                             |  |
| Marchesini (1)           |     | Lee (2) Martínez (1) Inestal (3) B. García (1) A. García (1) |  |

| 25 de maig de 2007 20:00                                                       |      |                |  |
| CS Noisy Le Grand                                                              | 14-2 | Breganze       |  |
| Daribo (2) Malard (5) Guibert (1) Pelletier (2) Dupuis (1) Frings (1) Spin (2) |      | Marchesini (2) |  |

### Grup C
| Equip                 | Pts | PJ | PG | PE | PP | GF | GC | DG |
| --------------------- | --- | -- | -- | -- | -- | -- | -- | -- |
| SK Germania Herringen | 6   | 2  | 2  | 0  | 0  | 8  | 1  | +7 |
| CSP Alfena            | 3   | 2  | 1  | 0  | 1  | 4  | 5  | -1 |
| CH Eboli              | 0   | 2  | 0  | 0  | 2  | 1  | 7  | -6 |

| 24 de maig de 2007 16:15         |     |               |  |
| CSP Alfena                       | 3-1 | CH Eboli      |  |
| Leite (1) Seabra (1) Azevedo (1) |     | Costabile (1) |  |

| 25 de maig de 2007 10:15 |     |                           |  |
| CH Eboli                 | 0-4 | SK Germania Herringen     |  |
|                          |     | Martínez (1) Wichardt (3) |  |

| 25 de maig de 2007 18:45 |     |             |  |
| SK Germania Herringen    | 4-1 | CSP Alfena  |  |
| Grewe (1) Reinert (3)    |     | Azevedo (1) |  |

### Grup D
| Equip                | Pts | PJ | PG | PE | PP | GF | GC | DG  |
| -------------------- | --- | -- | -- | -- | -- | -- | -- | --- |
| CE Arenys de Munt    | 9   | 3  | 3  | 0  | 0  | 20 | 4  | +16 |
| RH Gleizé Beaujolais | 6   | 3  | 2  | 0  | 1  | 8  | 12 | -4  |
| TUS Düsseldorf-Nord  | 3   | 3  | 1  | 0  | 2  | 11 | 15 | -4  |
| Bury St. Edmunds RHC | 0   | 3  | 0  | 0  | 3  | 4  | 12 | -8  |

| 24 de maig de 2007 10:15                                            |     |                      |  |
| CE Arenys de Munt                                                   | 8-1 | RH Gleizé Beaujolais |  |
| Dulsat 1' Artigas 9', 11', 24', 39' Verdura 10' Aguilar 12' Majó 18 |     | Gauvin 4'            |  |

| 24 de maig de 2007 12:45                              |     |                      |  |
| TUS Düsseldorf-Nord                                   | 5-3 | Bury St. Edmunds RHC |  |
| N. Paczia (1) Sesterhenn (1) D. Paczia (2) Schulz (1) |     | Cook (2) Finch (1)   |  |

| 24 de maig de 2007 20:00 |     |                                           |  |
| Bury St. Edmunds RHC     | 0-5 | CE Arenys de Munt                         |  |
|                          |     | Verdura 15', 29', 35' Majó 26' Dolsat 27' |  |

| 25 de maig de 2007 9:00                         |     |                              |  |
| RH Gleizé Beaujolais                            | 5-3 | TUS Düsseldorf-Nord          |  |
| Carol (2) Blanc (1) Gauvin (1) Voltzenlugel (1) |     | N. Paczia (1) Achtermann (2) |  |

| 25 de maig de 2007 16:15 |     |                      |  |
| RH Gleizé Beaujolais     | 2-1 | Bury St. Edmunds RHC |  |
| Cayol (1) Blanc (1)      |     | Cook (1)             |  |

| 25 de maig de 2007 17:30     |     |                         |  |
| TUS Düsseldorf-Nord          | 3-7 | CE Arenys de Munt       |  |
| N. Paczia (2) Sesterhenn (1) |     | Artigas (5) Verdura (2) |  |

## Fase Final
|  | Semifinals                            | Semifinals                            |   |                                       | Final                                 | Final |
|  |                                       |                                       |   |                                       |                                       |       |
|  | 26 de maig - Sant Hipòlit de Voltregà |                                       |   |                                       |                                       |       |
|  | Calzedonia Voltregà                   | 2                                     |   |                                       |                                       |       |
|  | CE Arenys de Munt                     | 4                                     |   |                                       |                                       |       |
|  |                                       |                                       |   |                                       |                                       |       |
|  |                                       |                                       |   |                                       | 27 de maig - Sant Hipòlit de Voltregà |       |
|  |                                       |                                       |   |                                       | CE Arenys de Munt                     | 0     |
|  |                                       | CP Gijón Solimar                      | 1 |                                       |                                       |       |
|  |                                       |                                       |   |                                       |                                       |       |
|  |                                       |                                       |   |                                       |                                       |       |
|  |                                       |                                       |   |                                       | Tercer lloc                           |       |
|  | 26 de maig - Sant Hipòlit de Voltregà | 26 de maig - Sant Hipòlit de Voltregà |   | 27 de maig - Sant Hipòlit de Voltregà | 27 de maig - Sant Hipòlit de Voltregà |       |
|  | CP Gijón Solimar                      | 2                                     |   | Calzedonia Voltregà                   | 3                                     |       |
|  | SK Germania Herringen                 | 1                                     |   |                                       | SK Germania Herringen                 | 5     |

### Tretzè i catorzè lloc
| 26 de maig de 2007 12:30                       |     |                      |  |
| HC Mealhada                                    | 6-2 | Bury St. Edmunds RHC |  |
| Tavares (2) Lima (1) Bernandes (2) Marques (1) |     | Cook (1) Finch (1)   |  |

### Del novè al dotzè lloc
| 26 de maig de 2007 9:30                 |     |                                                           |  |
| RSC Cronenberg                          | 8-4 | TUS Düsseldorf-Nord                                       |  |
| Netthofel (1) Wichardt (1) Geismann (6) |     | N. Paczia (1) Sesterhenn (1) Achtermann (1) D. Paczia (1) |  |

| 26 de maig de 2007 11:00                              |     |               |  |
| Breganze                                              | 4-1 | CH Eboli      |  |
| Sorgato (1) Gavassolo (1) Marchesini (1) Toffanin (1) |     | Costabile (1) |  |

### Del cinquè al vuitè lloc
| 26 de maig de 2007 9:30                           |     |                      |  |
| US Coutras RH                                     | 8-1 | RH Gleizé Beaujolais |  |
| Ducourtioux (3) Fort (1) Leborgne (3) Drohuet (1) |     | Gauvin (1)           |  |

| 26 de maig de 2007 11:00                    |     |            |  |
| CS Noisy Le Grand                           | 5-1 | CSP Alfena |  |
| Daribo (1) Malard (2) Guibert (1) Espin (1) |     | Leite (1)  |  |

### Onzè i dotzè lloc
| 26 de maig de 2007 18:30                           |     |                            |  |
| TUS Düsseldorf-Nord                                | 5-3 | CH Eboli                   |  |
| Rybarczyk 1' D. Paczia 1' Sesterhenn 22', 22', 22' |     | Costabile 21' Capaccio 22' |  |

### Novè i desè lloc
| 27 de maig de 2007 11:00                  |      |                                                       |  |
| RSC Cronenberg                            | 10-4 | Breganze                                              |  |
| Kluschewski (3) Wichardt (2) Geismann (6) |      | Gavassolo (1) Marchesini (1) Scremin (1) Toffanin (1) |  |

### Setè i vuitè lloc
| 26 de maig de 2007 18:30 |     |            |  |
| RH Gleizé Beaujolais     | 5-3 | CSP Alfena |  |
|                          |     |            |  |

### Cinquè i sisè lloc
| 27 de maig de 2007 9:30  |     |                                            |  |
| US Coutras RH            | 3-5 | CS Noisy Le Grand                          |  |
| Leborgne (1) Drouhet (2) |     | Daribo (1) Malard (1) Dupuis (1) Espin (2) |  |

### Semifinals
| 26 de maig de 2007 20:00    |     |                                                           |  |
| Calzedonia Voltregà         | 2-4 | CE Arenys de Munt                                         |  |
| Giudici (1) Piosa (p. pro.) |     | Jou 37' Majó (p. pro.) Dulsat (p. pro.) Verdura (p. pro.) |  |

| 26 de maig de 2007 21:30  |     |                       |  |
| CP Gijón Solimar          | 2-1 | SK Germania Herringen |  |
| Inestal (1) A. García (1) |     | Grewe (1)             |  |

### Tercer i quart lloc
| 27 de maig de 2007 11:00          |     |                                                     |  |
| Calzedonia Voltregà               | 3-5 | SK Germania Herringen                               |  |
| Piosa (1) Giudicci (1) Ferrón (1) |     | Wittchard (2 i p. pro.) Reinert (1) Grewe (p. pro.) |  |

### Final
| CE Arenys de Munt | 0‐1     | Biescas Gijón HC |
| ----------------- | ------- | ---------------- |
|                   | Notícia | Lee 47' (p.)     |

| CE Arenys de Munt | Biesca Gijón HC |

| #          | Pos. | Nom           |  |
| ---------- | ---- | ------------- |  |
|            | POR  | Laia Salicrú  |  |
|            |      | Noemí Dulsat  |  |
|            |      | Jana Verdura  |  |
|            |      | Ester Artigas |  |
|            |      | Maria Majó    |  |
|            |      | Jou           |  |
| Entrenador |      |               |  |
|            |      |               |  |

| Campió de la Copa d'Europa 2007 |
| ------------------------------- |
| Biescas Gijón HC Primer títol   |

| #          | Pos. | Nom             |  |
| ---------- | ---- | --------------- |  |
|            | POR  | Christina Klein |  |
|            |      | Natasha Lee     |  |
|            |      | Marta Soler     |  |
|            |      | Bárbara García  |  |
|            |      | Ainhoa García   |  |
|            |      | Leticia Inestal |  |
| Entrenador |      |                 |  |
|            |      |                 |  |

## Estadístiques
| Nota. Jugadores amb sis o més gols |

| Màxima golejadora | Màxima golejadora     | Màxima golejadora   | Màxima golejadora | Màxima golejadora | Màxima golejadora |
| #                 | Nom                   | Club                | G                 | PJ                | GPP               |
| ----------------- | --------------------- | ------------------- | ----------------- | ----------------- | ----------------- |
| 1                 | Beata Geismann        | RSC Cronenberg      | 17                | 5                 | 3.40              |
| 2                 | Ester Artigas         | CE Arenys de Munt   | 9                 | 5                 | 1.80              |
| 2                 | Tatiana Malard        | CS Noisy Le Grand   | 9                 | 4                 | 2.25              |
| 4                 | Sandra Drouhet        | US Coutras RH       | 8                 | 5                 | 1.60              |
| 5                 | Jana Verdura          | CE Arenys de Munt   | 7                 | 5                 | 1.40              |
| 5                 | Mònica Piosa          | CP Voltregà         | 7                 | 5                 | 1.40              |
| 7                 | Anne-Marie Sesterhenn | TUS Düsselford-Nord | 6                 | 5                 | 1.20              |
| 7                 | Adeline Leborgne      | US Coutras RH       | 6                 | 5                 | 1.20              |
| 7                 | Carla Giudicci        | CP Voltregà         | 6                 | 5                 | 1.20              |

| Classificació final | Classificació final   | Classificació final | Classificació final | Classificació final | Classificació final | Classificació final | Classificació final | Classificació final |
| Pos.                | Club                  | PJ                  | PG                  | PE                  | PP                  | GF                  | GC                  | Gav                 |
| ------------------- | --------------------- | ------------------- | ------------------- | ------------------- | ------------------- | ------------------- | ------------------- | ------------------- |
| 1                   | Biesca Gijón HC       | 4                   | 4                   | 0                   | 0                   | 14                  | 4                   | +10                 |
| 2                   | CE Arenys de Munt     | 5                   | 4                   | 0                   | 1                   | 24                  | 7                   | +17                 |
| 3                   | SK Germania Herringen | 4                   | 3                   | 0                   | 1                   | 14                  | 6                   | +8                  |
| 4                   | CP Voltregà           | 5                   | 3                   | 0                   | 2                   | 24                  | 10                  | +14                 |
| 5                   | CS Noisy Le Grand     | 4                   | 3                   | 0                   | 1                   | 26                  | 9                   | +17                 |
| 6                   | US Coutras RH         | 5                   | 2                   | 1                   | 2                   | 19                  | 16                  | +3                  |
| 7                   | RH Gleizé Beaujolais  | 5                   | 3                   | 0                   | 2                   | 14                  | 23                  | -9                  |
| 8                   | CSP Alfena            | 4                   | 1                   | 0                   | 3                   | 8                   | 15                  | -7                  |
| 9                   | RSC Cronenberg        | 5                   | 3                   | 0                   | 2                   | 24                  | 27                  | -3                  |
| 10                  | Hockey Breganze       | 4                   | 1                   | 0                   | 3                   | 11                  | 33                  | -22                 |
| 11                  | TUS Düsseldorf-Nord   | 5                   | 2                   | 0                   | 3                   | 20                  | 26                  | -6                  |
| 12                  | CRESH Eboli           | 4                   | 0                   | 0                   | 4                   | 5                   | 16                  | -11                 |
| 13                  | HC Mealhada           | 4                   | 1                   | 1                   | 2                   | 10                  | 9                   | +1                  |
| 14                  | Bury St. Edmunds RHC  | 4                   | 0                   | 0                   | 4                   | 6                   | 18                  | -12                 |